# 아소다촌
아소다촌(麻生田村)은 아이치현 호이군에 설치되었던 촌이다. 현재의 도요카와시에 해당한다.